# 牟其中
牟其中（1940年6月19日—），族名奇忠，生于四川省万县市（今重庆市万州区），中国知名商人。

## 生平

### 早年
牟其中1940年6月19日出生於中華民國四川省萬縣市（今中華人民共和國重慶市萬州區），族名奇忠，但是他的身分證上面顯示出生年份為1941年。

### 入獄四年
1975年，他因组织“马列主义研究会”并撰写《中国向何处去？》等文章而被判死刑，但死刑未被执行，最终入狱四年。

### 南德集团总裁

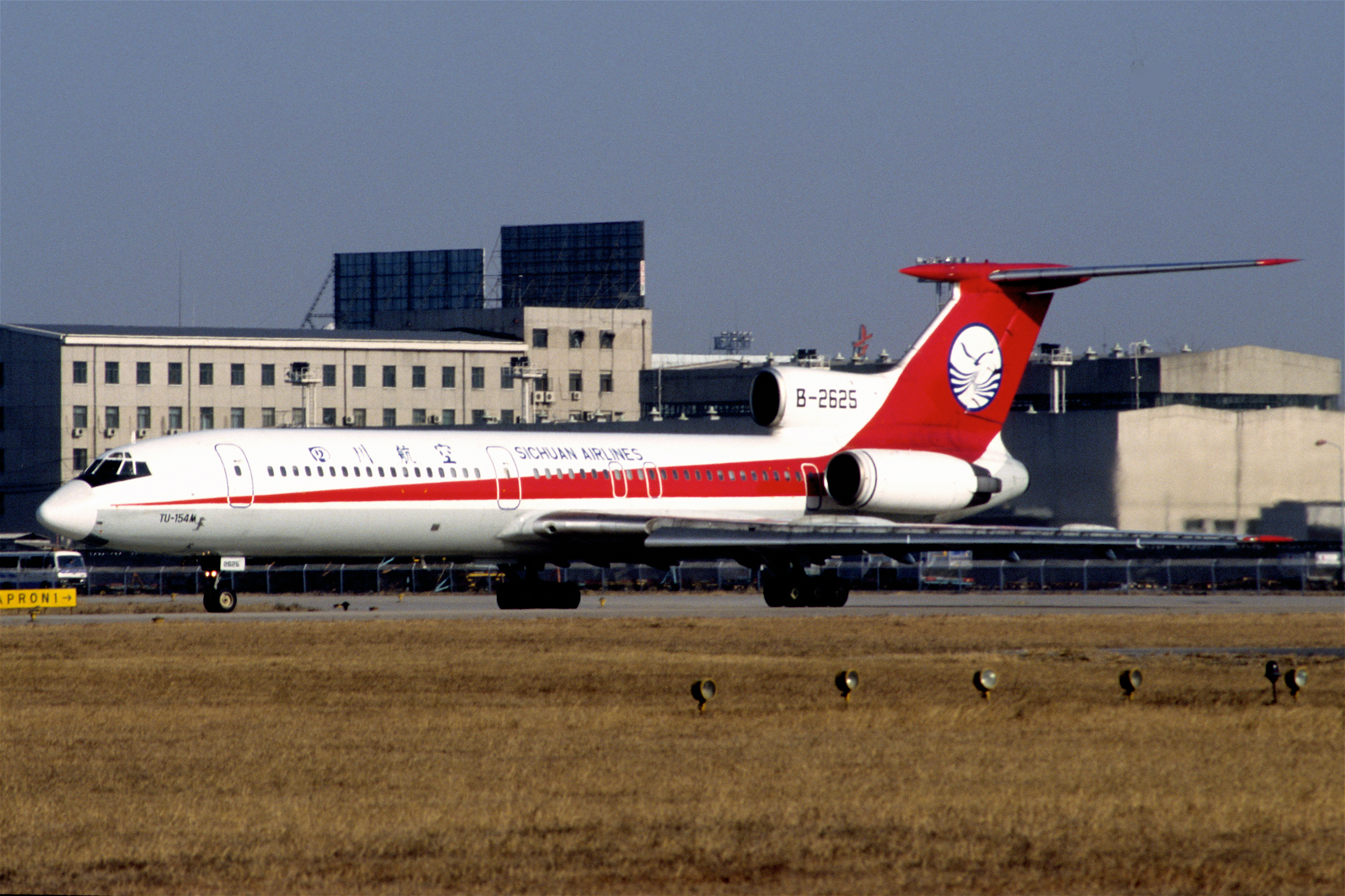
B-2625是牟其中通过以物易物换得的四架图-154之一

1979年平反后经商，創辦南德集团。1989年，帶領潘石屹等人前往海南省投資房地產。
1989年，牟其中得知四川航空准备引进较大客机，而正处于解体危机的苏联存在轻工业产品短缺、重工业产品滞销的情况，牟其中遂向中国七个省的300余家工厂征集500车皮的滞销轻工业产品和食品（另一说1000车皮的轻工产品），通过以物易物的方式换购4架苏制图-154飞机，这四架飞机在民航总局的注册号依次为B-2624、B-2625、B-2626（2006年坠毁）、B-2629，这些飞机于1991年至1992年陆续交付牟其中的南德集团，随后被牟其中售予川航，2001年售回俄罗斯。此举后来被传媒称为“罐头换飞机”，并成为当时盛行的“倒爷经济”的一个經典案例。
1995年初，由於中國大陸实行紧缩银根的经济政策，南德集团在银行的贷款渠道被堵。南德集团总裁牟其中为偿还债务和继续扩大业务，拟采取开立信用狀的方式为南德集团融资。1995年8月8日，牟其中与澳大利亚X.G.I集团（即澳华集团）何君签订了协议，通过开立远期信用狀，在境外贴现后获得外汇资金，然后借款给牟其中使用。具体办法是X.G.I集团提供开证担保，由境内一家具有进口权的公司（湖北省轻工业品进出口公司）向银行（中国银行湖北省分行）申请开立信用狀。牟其中的南德公司支付开狀费、代理费及担保费等各种手续费。境外的香港东泽科技有限公司作为信用狀受益人（即进口业务中的境外出口方），由它提供开狀所需要的各种单据，同时也负责在香港贴现资金，然后扣除各方手续费之后将余款汇入南德公司的账户。从1995年8月14日开立出第一张信用狀。
1995年9月，中行湖北分行向湖北轻工提出如继续开证，必须要提供担保。1995年9月20日交通银行贵阳分行开出了第一单1040万美元的《见证意见书》（即担保函），此时贵阳交行未与南德公司签订任何担保协议。至1996年7月，贵阳交行共开出了20多张见证书，均得到湖北中行的认可，由湖北中行开立信用证。
1996年2月4日，牟其中向贵阳交行补签了担保协议，把签字日期倒签到1995年9月21日，并给贵阳交行支付了担保费。1996年5月前，南德公司持有的满洲里数平方公里的土地使用证作为反担保给了贵阳交行。
牟其中与俄罗斯国际卫星组织合作经营的电视直播卫星“航向卫星2号”于1995年11月18日发射成功，牟其中为此投入资金2200余万美元。由于湖北省中行开立的信用证狀款期迫近，牟其中要卖掉“航向卫星2号”的股权筹资还款。
1996年3月18日，牟其中发现被禁止出境。1996年8月牟其中把持有的“航向卫星2号”股权以1450万美元低价转让给合作方俄罗斯国际卫星组织。远远不够偿还湖北省中行开出的信用狀金额。
1996年9月底牟其中与湖北省轻工补签了一系列委托进口代理协议与分代理协议，其中包括落款倒签为1995年7月1日和3日的1.5亿美元代理进口协议。1996年9月，牟其中给湖北省中行写下付款承诺书。
南德集团通过香港东泽科技有限责任公司、澳大利亚澳华公司等公司在境外银行议付信用证31份，获取资金总金额为7507 4004.1美元。南德集团收到上述境外公司交付的在议付行提取的部份议付款后，用于偿还南德集团债务及业务支出2197 8096.58美元和415 8121.19元人民币，余款用于循环开立信用证，支付利息及手续费。截至1997年8月14日，湖北轻工、南德集团以滚动式还款方式已向中行湖北分行偿还17单信用证项下垫款，共计3275 3502.44美元，其中南德集团直接还款90 0000美元。刑事判决生效后，武汉市中级人民法院将已查封的南德集团的10台汽车作价10 0000元抵偿给中行湖北分行。
1997年8月，湖北中行将湖北轻工、贵阳交行、南德公司3家列为被告起诉至湖北省高级人民法院民事法庭。1998年3月，湖北省高级人民法院裁定，此案涉嫌犯罪，且有关部门已立案侦查，中止诉讼。1999年1月7日，牟其中被刑事拘留，1999年2月8日牟其中被逮捕。1999年10月12日，武汉市人民检察院正式以涉嫌“信用证诈骗罪”起诉南德集团。1999年11月1日，武汉市中级人民法院公开开庭审理，被告均为南德集团的牟其中、姚红、牟臣、牟波、夏宗伟。当天庭审后，法庭宣布：择日宣判。2000年5月30日一审宣判。

……1995年7月，被告人牟其中以南德集团法人代表身份，与湖北轻工签订了代理进口货物总金额为1.5亿美元的委托代理进口协议，并由何君编造虚假的外贸进口合同，通过湖北轻工为南德集团从中国银行湖北分行对外开立180天远期信用证。

……从1995年8月15日至1996年8月21日，南德集团采取虚构进口货物的手段，通过湖北轻工在湖北中行共计骗开信用证33份……获取总金额75074004.1美元……造成湖北中行实际损失35499478.12美元，折合损失人民币294752166.83元。

法庭以此为主要事实依据，判处被告单位南德集团犯信用证诈骗罪，判处罚金500万元；被告人牟其中犯信用证诈骗罪，判处无期徒刑，剥夺政治权利终身；判处姚红有期徒刑3年，缓刑5年；牟臣有期徒刑3年；牟波有期徒刑2年，缓刑3年；夏宗伟免予刑事处罚。

### 再次入獄
一审判决之后，南德集团及牟其中、夏宗伟均不服判决，提出上诉。2000年8月22日湖北省高级人民法院作出终审裁定：驳回上诉，维持一审判决。判处牟于2000年9月1日被投入武汉洪山监狱服刑。
依照“先刑事后民事”的法律规定，刑事结案之后开始了湖北中行与湖北轻工、贵阳交行、南德的“债务纠纷”民事诉讼案。湖北省高院指定由随州市中级人民法院一审。2001年11月27至30日，一审庭审历时4天。2002年1月23日，随州中院一审宣判：

南德集团与湖北轻工之间的信用证分代理进口协议，在湖北轻工申请开立信用证时并不存在，而是因1996年8月武汉市公安局已对湖北轻工骗开信用证套汇的有关情况开展调查时，为逃避处罚，南德集团应湖北轻工要求而于同年9月底补签的。

湖北中行垫付的所有款项及加收的利息均由湖北轻工偿还，贵阳交行承担连带清偿责任。

鉴于南德集团与原告之间无直接的信用证法律关系，故对南德集团应承担的责任，本案中不予处理，有关当事人可另行起诉。

贵阳交行对此判决不服，于2002年2月5日提出上诉。湖北省高级人民法院于2002年5月27、28日历时两天的公开庭审。2002年7月12日湖北省高院终审判决：驳回上诉，维持原判。判决书称：“作为信用证法律关系中的债务人的湖北轻工申请开立信用证的行为并没有被认定为诈骗。”
贵阳交行对于湖北高院的终审判决仍然不服，向最高人民法院申请再审。最高人民法院经审查认为：原终审判决认定事实有误，适用法律不当。并于2002年11月29日做出裁定，指令湖北省高级人民法院另行组成合议庭进行再审。

### 改判
2003年9月中秋，牟被改判为有期徒刑18年。
2016年9月27日刑满出狱。
截至2016年9月，牟其中代理人夏宗伟及牟其中本人对“南德案”审判的公正性仍存质疑，对《新京报》记者表示“期待‘依法公正裁决’”、“仍在立案再审的审查程序之中”。

## 評價
- 一个曾同时肩负中国“首富”与中国“首骗”名号的争议人物。[14][15][5][16]
- 在他主持南德集团期间，集团曾提出用10年的时间，进入年利润排名世界前10强企业之列。[17]
- 作为牟其中的长期、唯一代理人，夏宗伟评价牟其中说：“他是脑子跑在嘴前面的，虽然他的很多想法在外界看来是天马行空，但他有自己的逻辑和证明方式。”[18]